# 전찬기
전찬기(全贊基, 1953년 2월 22일 ~ )는 국립 인천대학교 도시환경공학부 교수 및 (사)한국재난정보학회 제 5, 6대 회장이다.

## 학력
- 1979년 성균관대학교 토목공학 학사
- 1981년 성균관대학교 대학원 토목공학 석사
- 1988년 성균관대학교 대학원 구조공학 박사

## 경력
- 1981년 ~ 1994년  : 부천대학교 부교수
- 1994년 ~ 2010년 : 시립 인천전문대학교 정교수
- 2010년 ~ : 국립 인천대학교 정교수
- 2011년 ~ 2013년 : 인천대학교 대학건설본부장
- 2013년 ~ : (사)한국재난정보학회 회장
- 2009년 ~ : 국토교통부 중앙건설기술심의원회 위원
- 2009년 ~ : (사)인천아카데미 원장

## 상훈
- 1988년: 성균관대학교 총장 표창장(대학원 총학생 회장 역임)
- 2000년: 대한토목학회 회장 표창장
- 2000년: 인천광역시장 감사장(인천지하철 개통)
- 2000년: 인천광역시의회 의장 감사패(인천광역시 구조물 안전실태조사단)
- 2001년: 건설교통부 장관 표창장
- 2002년: 한국방재학회 회장 표창장
- 2008년: 성균관대학교 총장•총동창회장 공로패(동문회 회장 역임)

## 저서
- The Finite Element Method Displayed(번역판)(1997, 평문각)
- 구조재료 실험법(1997, 원창출판사)
- 초음파 탐상검사(1997, 원창출판사)
- 응용역학(2015, 성안당)
- 철근콘크리트 및 강구조(2015, 성안당)
- 도시재난 및 안전관리(2015, 인천대학교 미래도시의 탐색형 창의교육 사업단)